# 卡倫·高爾
卡倫·高爾（Karen Corr，1969年11月10日—）是英國北愛爾蘭花式撞球職業選手，其外型打扮數十年如一日，外貌神似女版電影人物超人「克拉克」，球技在撞球界也是屬一屬二，有「愛爾蘭入侵者」之稱。其準度佳，母球控制亦精準，但其最大的弱點為穩定性有待加強。其2005年世界排名高居第一。

## 比賽成績
- 1999年世界花式撞球錦標賽女子季軍
- 2000年安麗盃世界女子花式撞球邀請賽季軍
- 2000年大阪撞球公開賽冠軍
- 2000年世界花式撞球錦標賽女子組亞軍
- 2001年日本秋田世界運動女子9號球個人賽亞軍
- 2001年世界花式撞球錦標賽女子組亞軍
- 2002年世界花式撞球錦標賽女子組亞軍
- 2002年美國BCA公開賽女子冠軍
- 2003年美國BCA公開賽女子冠軍
- 2004年安麗盃世界女子花式撞球邀請賽季軍
- 2004年美國BCA公開賽女子冠軍
- 2004年世界花式撞球錦標賽女子季軍
- 2005年安麗盃世界女子花式撞球邀請賽季軍
- 2007年女子撞球冠軍挑戰賽冠軍
- 2008年女子撞球冠軍挑戰賽冠軍
- 2009年安麗盃世界女子花式撞球錦標賽亞軍
- 2009年世界九球中國公開賽女子組亞軍
- 2010年安麗盃世界女子花式撞球錦標賽8強未晉級
- 2014年安麗盃世界女子花式撞球錦標賽17名
- 2015年安麗盃世界女子花式撞球錦標賽17名
- 2015年WPA大師賽第三名
- 2016女子九球世錦賽第五名
- 2017安麗盃第五名

## 特殊事蹟
- 四次司諾克世界冠軍。